# Tyler Stewart
Pour les articles homonymes, voir Stewart.
Tyler Stewart, née le 19 avril 1978 est une triathlète professionnelle américaine, vainqueur sur triathlon Ironman ou Ironman 70.3.

## Biographie
Tyler Stewart a grandi dans le Connecticut et habite dans la région de la baie de San Francisco où elle est exerce le métier d'agent immobilier.

## Palmarès
Le tableau présente les résultats les plus significatifs (podium) obtenus sur le circuit international de triathlon depuis 2006.
| Année | Compétition               | Pays             | Position           | Temps           |
| ----- | ------------------------- | ---------------- | ------------------ | --------------- |
| 2011  | Ironman 70.3 Eagleman     | États-Unis       | Médaille d'argent  | 4 h 21 min 28 s |
| 2011  | Ironman 70.3 Lake Stevens | États-Unis       | Médaille d'or      | 4 h 27 min 31 s |
| 2011  | Ironman Lake Placid       | États-Unis       | Médaille de bronze | 9 h 38 min 9 s  |
| 2010  | Ironman 70.3 Vineman      | États-Unis       | Médaille d'argent  | 4 h 25 min 12 s |
| 2010  | Ironman 70.3 Lake Stevens | États-Unis       | Médaille d'argent  | 4 h 27 min 36 s |
| 2010  | Ironman Mexique           | Mexique          | Médaille d'argent  | 9 h 23 min 28 s |
| 2009  | Ironman Coeur d’Alene     | États-Unis       | Médaille d'or      | 9 h 23 min 21 s |
| 2009  | Ironman 70.3 Vineman      | États-Unis       | Médaille d'argent  | 4 h 21 min 34 s |
| 2008  | Ironman 70.3 Hawaï        | États-Unis       | Médaille d'argent  | 4 h 26 min 37 s |
| 2007  | Ironman 70.3 Cancún       | Mexique          | Médaille d'or      | 4 h 26 min 37 s |
| 2007  | Ironman Lake Placid       | États-Unis       | Médaille d'argent  | 9 h 47 min 38 s |
| 2007  | Ironman Floride           | États-Unis       | Médaille de bronze | 9 h 9 min 18 s  |
| 2006  | Ironman Nouvelle-Zélande  | Nouvelle-Zélande | Médaille d'argent  | 4 h 12 min 20 s |